# Hans Rudolf Spillmann
Hans Rudolf "Hansruedi" Spillmann, född 7 januari 1932 i Zürich, död 11 juni 2024, var en schweizisk sportskytt.
Spillmann blev olympisk silvermedaljör i gevär vid sommarspelen 1960 i Rom.